# Martin Ruane
Martin Austin Ruane, noto con i ring name Giant Haystacks e Loch Ness  o Little Haystacks (Camberwell, 10 ottobre 1946 – Prestwich, 29 novembre 1998), è stato un wrestler britannico.
Lottò in Canada, India, Rhodesia, Regno Unito, e Stati Uniti. Ruane era celebre per la sua enorme stazza (circa 300 kg di peso per oltre 2 metri di altezza), che lo rese uno dei lottatori più pesanti in assoluto nel mondo del wrestling.

## Biografia
Ruane nacque a Camberwell, nei pressi di Londra, da genitori irlandesi, pesando alla nascita già 6.5 kg. Nel 1949, all'età di tre anni, si trasferì con la famiglia a Manchester. Lavorò prima come operaio e poi come buttafuori fino a quando un amico gli suggerì di provare a darsi al wrestling data la sua imponente corporatura.

## Carriera

### Inizi (1967-1974)
Ruane iniziò la carriera di lottatore nel 1967, debuttando nella federazione indipendente WFGB con il ring name Luke McMasters. Nei primi anni settanta, Ruane lottò nella Wrestling Enterprises, dove utilizzò per la prima volta lo pseudonimo Giant Haystacks in omaggio al celebre wrestler americano William "Haystacks" Calhoun data la strettissima somiglianza.

### Joint Promotions (1975-1979)
Nel 1975, passò alla Joint Promotions, dove formò un tag team heel con Big Daddy. Il debutto televisivo di Haystacks ebbe luogo nel luglio 1975, quando lui e Daddy persero per squalifica contro i fratelli Roy & Tony St. Clair. Anche se combatterono prevalentemente come "monster heel", i due ebbero anche un feud con il "cattivo mascherato" Kendo Nagasaki, versione originale e prima incarnazione della gimmick interpretata dal britannico Peter Thornley. Daddy in particolare riscosse il gradimento da parte del pubblico durante la rivalità ed effettuò un turn face. Nel 1977 si sciolse quindi la coppia Haystacks-Daddy e i due iniziarono un lungo feud che caratterizzerà i main event della federazione fino al ritiro di Big Daddy nel 1993. Nel 1978 si laureò per la prima ed unica volta in carriera British Heavyweight Champion sconfiggendo Tony St. Clair

### Apparizioni internazionali: NWA-Stampede Wrestling, Catch Wrestling Association e AJPW (1980-1990)
Oltre che in patria, Giant Haystacks lottò anche in Canada nella Stampede Wrestling di Stu Hart combattendo con il ring name Loch Ness Monster, dove assieme a The Dynamite Kid conquistò lo Stampede International Tag Team Championship contro Bret Hart e Keith Hart nel 1980.
Passò quindi all'austriaca CWA dove lottò principalmente come midcarder durante il tour in Austria e Germania ma riuscì ad imporsi e vincere la CWA Catch Cup. Durante il corso degli anni ottenne l'attenzione del leggendario Shohei Giant Baba, all'epoca proprietario della AJPW, il quale gli offrì un contratto di 30 giorni nel gennaio del 1981 al fine di partecipare ad un torneo tag team assieme al portoricano Gypsy Joe.

### Reslo (1990-1991)
Terminata l'esperienza austriaca, nel 1990, firmò per la Reslo innovativa federazione gallese che a dispetto di quelle inglesi annoverava anche wrestler di sesso femminile. Iniziò un breve feud con Boston Blackie che caratterizzò la sua prima parte in Galles mentre nel 1991 sconfisse Pat Roach laureandosi così BWF European Heavyweight Champion. Perse il titolo nel rematch sancendo così l'addio alla Reslo.

### World Championship Wrestling (1991)
Nel 1991, la World Championship Wrestling fece tappa in Inghilterra con il Roar Power Tour '91 e durante il corso dell'evento di Londra affrontò e sconfisse Steve Regal. Questa sarà la sua prima apparizione per la WCW.

### Ritorno in Catch Wrestling Association (1992-1994)
Nel 1992, deciso ad intraprendere il salto che lo proietterà nel pro wrestling americano tornò nuovamente alla CWA dove offrì ottime prestazioni. Contese il CWA Intercontinental Title a Buffalo Peterson, famoso per le sue apparizioni in WWF e WCW, e partecipò alla CWA International Catch Cup del 1994 senza successo.

### Debutto negli USA: National Wrestling Conference (1994-1996)
Nel 1994 si trasferì nella neonata National Wrestling Conference e cambiò il suo ring name in Little Haystacks. Affrontò diversi wrestler ex WWF come Jim Neidhart, Virgil, The Honky Tonk Man, Cowboy Lang, Little Tokyo e Koko B. Ware fino al termine del suo contratto nel 1996.

### World Championship Wrestling (1996)
Successivamente, nel 1996, tornò in WCW come Loch Ness. Divenne membro della stable The Dungeon of Doom ed inanellò una serie di vittorie che lo portarono a contendere il WCW World Television Championship detenuto da Lex Luger. Il suo maggior acuto in quel di Atlanta fu l'inizio di un feud con Hulk Hogan che però ebbe vita breve a causa dello stato di salute di Ruane al quale venne diagnosticato un cancro. Il suo ultimo match per la federazione risale al ppv WCW Uncensored '96 dove venne sconfitto da The Giant.

### Finale di carriera e ritiro (1996-1998)
Lasciata la WCW si unì nuovamente alla National Wrestling Conference adottando nuovamente il ring name Giant Haystacks e vi restò fino al giugno del 1998 quando, a causa di un vistoso cedimento fisico dovuto al suo stato di salute, fu costretto al ritiro e tornare in Inghilterra.

## Morte
Il 29 novembre 1998, morì a causa di un tumore ematologico all'età di 52 anni.

## Riferimenti in altri media
- Nella canzone Me and Stephen Hawking dei Manic Street Preachers è inclusa la strofa: «a hundred thousand watch Giant Haystacks in a Bombay fight».
- Uno spettacolo teatrale scritto da Brian Mitchell e Joseph Nixon, intitolato Big Daddy vs Giant Haystacks, venne messo in scena al Brighton Festival Fringe tra il 26 e il 28 maggio 2011.[7]
- Ruane apparve nei film La guerra del fuoco (1981) e Give My Regards to Broad Street (1984). Quest'ultimo era stato scritto da Paul McCartney, grande fan di Giant Haystacks.[6]
- È presente come personaggio giocabile nella versione PAL del videogame Legends of Wrestling II del 2002.

## Nel wrestling
Mosse finali
- Elbow drop
- Standing splash

## Titoli e riconoscimenti
- British Wrestling Federation
  - BWF European Heavyweight Championship (1)
- Joint Promotions
  - Joint Promotions British Heavyweight Championship (1)
- Stampede Wrestling
  - Stampede International Tag Team Championship (1) – con Dynamite Kid (1)
- Wrestling Observer Newsletter Awards
  - Worst Wrestler (1996)